# 10753 van de Velde
10753 van de Velde (1989 WU4) là một tiểu hành tinh vành đai chính được phát hiện ngày 28 tháng 11 năm 1989 bởi F. Borngen ở Tautenburg.